# 大嶼山北部穿梭巴士S1線
大嶼山北部穿梭巴士S1線是一條香港新界循環巴士路線，來往東涌站、機場客運大樓及機場博覽館，由龍運巴士及城巴聯合營運。本線是香港首條全日非過海聯營巴士路線，以及繼機場穿梭巴士T1線後第2條新界區內聯營巴士路線和第2條由龍運巴士及城巴聯營的專利巴士路線。

## 歷史
- 1998年6月22日：本線前身城巴S51線及龍運巴士S61線配合香港地鐵東涌綫通車投入服務，同樣往返東涌地鐵站和機場客運大樓，但路線和收費不是相同，S51繞經機場後勤區，收費$4。S61則繞經東涌新碼頭，收費HK$3.5。
- 1999年6月20日：因應兩線互相重疊，以致客量偏低，故合併成S1線，來回程均不經機場後勤區及東涌新碼頭，直接往返東涌及機場，收費統一為HK$3.5，出車模式為各自有其服務時間，但沿途各站均各自設立站牌，故上落客位並不統一。
- 2000年6月25日：本線來回程繞經港龍／中航大廈。
- 2005年12月20日：本線在停靠富豪機場酒店分站後繞經亞洲國際博覽館才繼續前往東涌地鐵站[1]，龍運巴士更將本線循環點定為該分站。
- 2007年12月2日：配合兩鐵合併，龍運巴士及城巴分別把此路線的目的地「東涌地鐵站」更名為「東涌站 Tung Chung Station」。
- 2011年3月20日：本線增設航天城東路近海天客運碼頭分站[2]。
- 2023年6月18日：全程收費由$3.5調整至$3.7。
- 2023年11月26日：往東涌站方向位於暢達路一號停車場旅遊車總站外之「一號客運大樓」站前移至一號客運大樓外。

## 服務時間及班次
| 東涌站開         | 東涌站開    | 東涌站開     |
| 日期             | 服務時間    | 班次（分鐘） |
| ---------------- | ----------- | ------------ |
| 星期一至六       | 05:30-07:00 | 10           |
| 星期一至六       | 07:00-08:00 | 7/8          |
| 星期一至六       | 08:00-08:15 | 5            |
| 星期一至六       | 08:15-10:00 | 7/8          |
| 星期一至六       | 10:00-11:00 | 10           |
| 星期一至六       | 11:00-14:00 | 7/8          |
| 星期一至六       | 14:00-15:30 | 10           |
| 星期一至六       | 15:30-18:30 | 7/8          |
| 星期一至六       | 18:30-00:00 | 10           |
| 星期日及公眾假期 | 05:30-07:00 | 10           |
| 星期日及公眾假期 | 07:00-10:00 | 7/8          |
| 星期日及公眾假期 | 10:00-11:00 | 10           |
| 星期日及公眾假期 | 11:00-14:00 | 7/8          |
| 星期日及公眾假期 | 14:00-15:30 | 10           |
| 星期日及公眾假期 | 15:30-18:30 | 7/8          |
| 星期日及公眾假期 | 18:30-00:00 | 10           |

## 收費
全程：$3.7
| - 本線設有12歲以下小童及65歲或以上長者半價優惠。 - 65歲或以上香港居民使用「樂悠咭」，以及12歲以下合資格殘疾兒童使用「殘疾人士身份」個人八達通繳付車資，均可享有每程$2.0或半價（以較低者為準）的票價優惠；12至64歲合資格殘疾人士使用「殘疾人士身份」個人八達通（包括「樂悠咭」），以及60至64歲香港居民使用「樂悠咭」繳付車資，均可享有每程$2.0或全費（以較低者為準）的票價優惠。 - 65歲或以上長者如使用長者或一般個人八達通繳付車資，則只可享有半價優惠；12至64歲合資格殘疾人士如不使用「殘疾人士身份」個人八達通，以及60至64歲人士如不使用「樂悠咭」繳付車資，必須繳付全費。 - 乘客可以現金或八達通於上車時付款，不設找續。 - 每位成人乘客可免費攜帶最多兩名4歲以下而不佔座位的兒童乘客乘車，超額之4歲以下小童必須繳付小童車費乘車。 - 持有「九巴月票」之乘客在車票有效期內，每日可享最多10程任何九龍巴士及龍運巴士路線（包括本路線，合資格車程只適用於九龍巴士／龍運巴士提供的班次；惟乘搭機場「A」及「NA」線則可享原價二七折優惠（不會計算每天10次合資格車程））；而B1線則可每日可享最多2程（不會計算每天10次合資格車程）。 - 九龍巴士、城巴、龍運巴士及陽光巴士全職員工及家屬（不包括外判職員）可免費乘搭本路線（陽光巴士員工及家屬只適用於九龍巴士提供的班次），惟必須拍職員或職員家屬八達通。 - 乘客亦可使用AlipayHK「易乘碼」、支付寶、WeChatHK／微信支付「搭車碼」、銀聯雲閃付「乘車碼」及BOC Pay「乘車碼」、具有感應式支付功能的JCB、卡美國運通、大來國際、Discover Card（只適用於九龍巴士／龍運巴士提供的班次）、VISA、Mastercard及銀聯卡，以及Apple Pay、Google Pay及Samsung Pay流動支付平台繳付車資。九巴班次的乘客使用上述付款方式，將只可享有與其他九巴路線／聯營路線九巴班次之轉乘優惠；城巴班次的乘客使用上述付款方式，將只可享有與其他城巴獨營路線或聯營線城巴班次之轉乘優惠。乘客亦不能享有「公共交通費用補貼計劃」及「長者及合資格殘疾人士公共交通票價優惠計劃」。 - 此路線龍運巴士班次接受以非接觸式Visa、萬事達卡、銀聯卡、Apple Pay、Google Pay、Samsung Pay、AlipayHK「易乘碼」及銀聯雲閃付「乘車碼」繳付車資；而城巴班次則接受以AlipayHK「易乘碼」及銀聯雲閃付「乘車碼」繳付車資。使用此等付款方式將只可享有其他同一巴士公司之同樣接受此付款方式的路線的轉乘優惠，亦不能受惠於劃一$2的車資優惠和公共交通費用補貼計劃。 |

## 使用車輛
早期城巴及龍運巴士皆使用單層巴士行走，隨著客量不斷上升，現時行駛本線的巴士都是雙層巴士。
龍運巴士於本線共派出3輛亞歷山大丹尼士Enviro 500 12米 普通版（8XX）行走。
| 車隊編號 | 車牌   |
| -------- | ------ |
| 801      | MA2723 |
| 805      | MK2043 |
| 808      | ML3941 |

城巴於本線共派出3輛巴士行駛，主要為已加裝行李架的市區版亞歷山大丹尼士Enviro 500 MMC 12.8米（65XX）。3輛已加裝行李架的富豪奧林比安12米（427、428、429已退役）曾經為本線的常用車。在2015年，城巴已率先引入30輛E500 MMC 12米（85XX）市區版巴士，及後於2016年2月起更分批引入68輛E500 MMC 12.8米（65XX）市區版巴士進註城巴東涌車廠和小蠔灣車廠，該批巴士全部已加裝行李架及採用市區版Citylight座椅，使總載客量達到132人或以上，有助暫時舒緩繁忙時間的嚴重頂閘問題。

## 行車路線

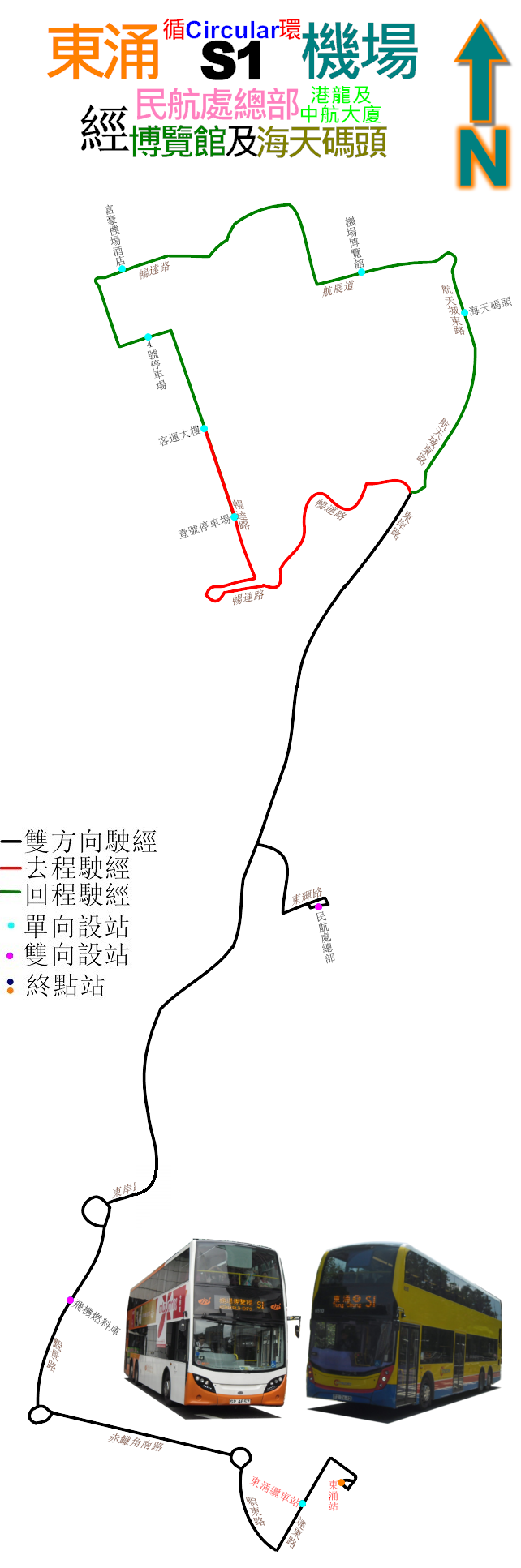
S1路線的走線圖

經：達東路、順東路、赤鱲角南路、觀景路、東岸路、東輝路、支路、東輝路、東岸路、航天城交匯處、暢連路、機場南交匯處、暢連路、暢達路、機場北交匯處、航天城路、航展路、航天城路東、航天城交匯處、東岸路、東輝路、支路、東輝路、東岸路、觀景路、赤鱲角南路、順東路及達東路。

### 沿線車站
| 東涌站開 | 東涌站開           | 東涌站開       |
| 序號     | 車站名稱           | 位置           |
| -------- | ------------------ | -------------- |
| 1        | 東涌站             | 東涌站巴士總站 |
| 2        | 飛機燃料庫         | 觀景路         |
| 3        | 民航處總部         | 東輝路         |
| 4        | 一號客運大樓（南） | 暢達路         |
| 5        | 一號客運大樓（北） | 暢達路         |
| 6        | 富豪機場酒店       | 暢達路         |
| 7        | 機場博覽館         | 航展路         |
| 8        | 香港天際萬豪酒店   | 航天城東路     |
| 9        | 民航處總部         | 東輝路         |
| 10       | 飛機燃料庫         | 觀景路         |
| 11       | 東涌纜車站         | 達東路         |
| 12       | 東涌站             | 東涌站巴士總站 |

## 客流及客量
自香港國際機場啟用以來，由於很多航空公司職員及機場員工都在東涌居住，往返東涌及機場的需求本身已很大，而且本線能直接往返東涌市中心及機場，一些不欲付出高昂車資乘搭機場快綫及A線巴士（主要為往返港九市區的城巴機場快線路線）的乘客和旅客都會乘搭東涌綫轉乘本線來往機場，更有部份旅遊指南旅客建議用這個方法往來港九市區。另外近年北大嶼山（特別是東涌）基建發展和人口急速增長、亞洲國際博覽館的大型展覽及活動次數增加等因素亦導致此路線客量一直居高不下，並繼續出現客量持續增加的趨勢，每日經常會出現全車滿座“頂閘”的現象，更有不少乘客在上下班繁忙時間需要待數班巴士才能上車。
而且當颱風襲港或北大嶼山公路發生突發事故導致全港絕大部分巴士停駛時，例如2008年6月7日雨災，S1線通常會繼續維持服務（有時只由其中一間公司派車），以接載乘客來往東涌市中心及機場。

## 昔日的城巴S1線
在青嶼幹線通車一週後，城巴獨營的第一代S1於1997年6月2日起投入服務，當時是來往東涌巿中心及赤鱲角，屬循環線，1998年6月21日起停止服務。

## 外部連結
城巴
- 城巴S1線
- 城巴S1線路線圖（页面存档备份，存于）

龍運巴士
- 龍運巴士S1線（页面存档备份，存于）

OpenStreetMap
- S1線路線圖（页面存档备份，存于）

其他
- 機場穿梭巴士S1線－681巴士總站（页面存档备份，存于）